# رب دهور
رب دهور یک منطقهٔ مسکونی در سومالی است که در Bakool واقع شده‌است.